# High Bridge (Virginia)
High Bridge is een historische voormalige spoorwegbrug over de Appomattox in Prince Edward County, Virginia. De brug was in 1852 gereed.
De brug speelde een belangrijke rol bij de Slag bij High Bridge in 1865. Na de burgeroorlog werd de brug herbouwd.